# Онуфріївська вежа

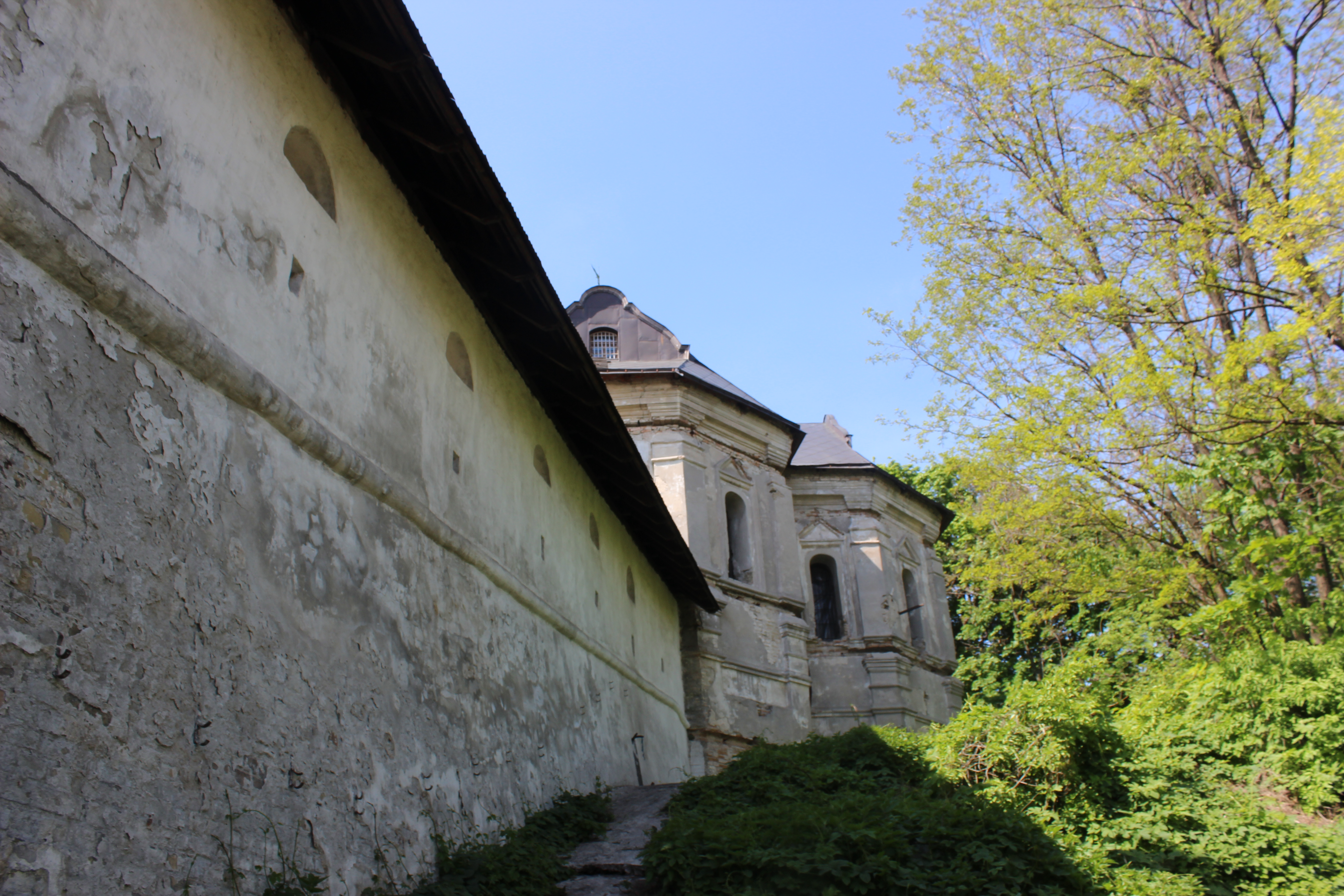

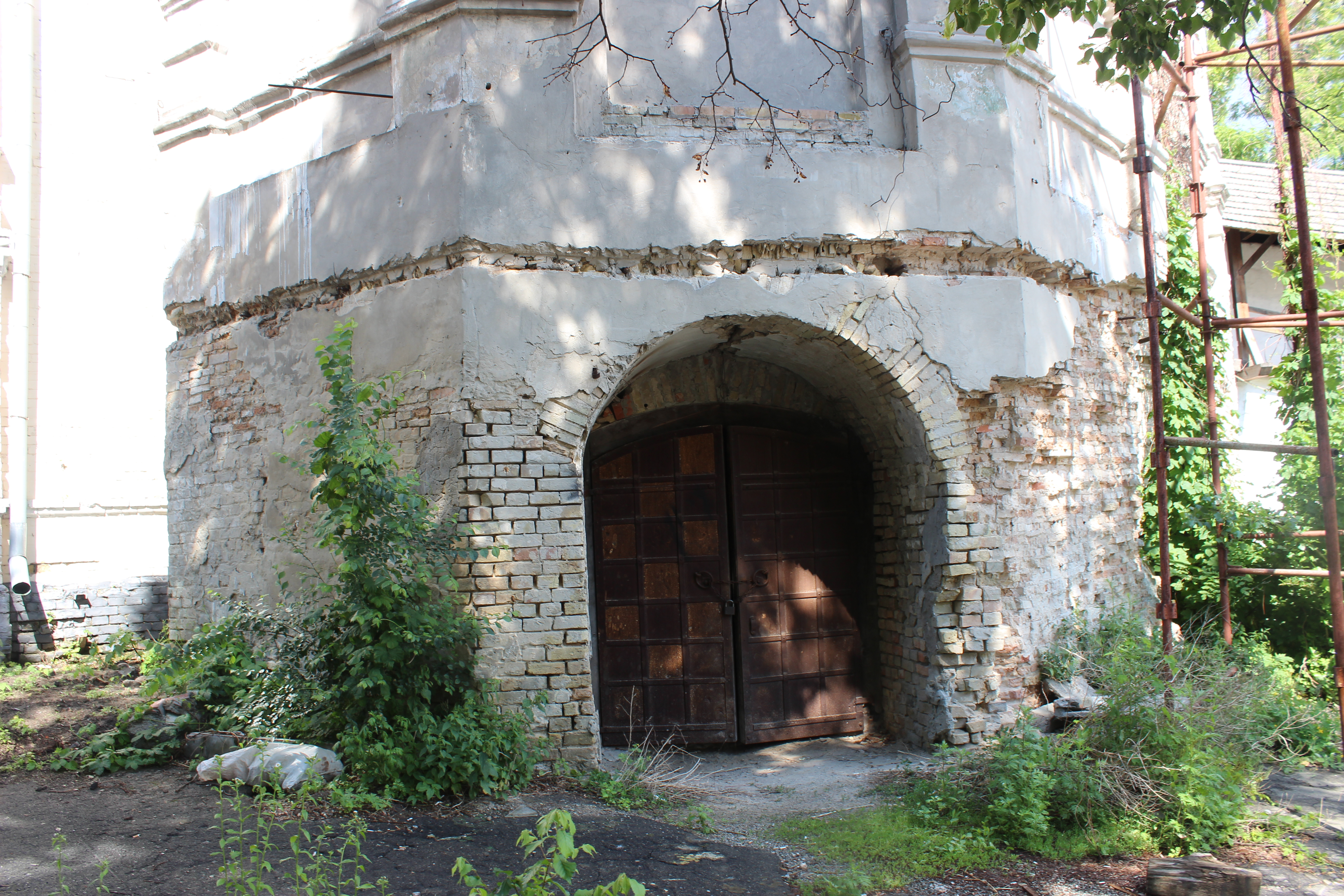

Ону́фріївська вежа (Палатна) Києво-Печерської лаври — пам'ятка архітектури національного значення (охоронний № 4/15, корпус № 83). Споруджена в 1701 році. Цінний зразок оборонної архітектури початку 18 ст.. Займає площу 220,5 м², об'єм — 3010 м³.

## Історія
Під час побудови за кошти Івана Мазепи оборонних стін Києво-Печерської лаври в 1690-1700-х роках по кутах, відповідно до вимог тогочасної фортифікаційної науки, споруджувалися сторожові вежі. Вежа з церквою в ім'я Святого Онуфрія замикала вісь, що проходила від Троїцької брами в сторону Дніпра. На момент закінчення будівництва мала три яруси, які збереглися до нашого часу, споруджена з цегли. В Онуфріївській вежі були житлові палати Івана Мазепи.
Чотири гранчасті об'єми вежі, що утворюють у плані хрест, нагадують зруби українських дерев'яних храмів. Вежа декорована пілястрами і лопатками, на вікнах сандрики. Покрівлі оздоблені бароковими фронтонами, посередині — двох'ярусний купол із флюгером у вигляді прапора.
Перший поверх має висоту до рівня бойових майданчиків суміжних оборонних мурів, напевне був арсеналом. На другому поверсі — безстовпна, однобанева церква, у плані хрестотоподібна. Товщина стін 2,2 метра. Завершувала споруду баня в стилі характерному для цього періоду, увінчана хрестом. До пожежі в 1718 році вежа використовувалася як церква. Баня церкви після пожежі не відновлювалася. На гравюрах другої половини XVIII ст. вежа зображалася з первісною банею. На кресленні 1780 року зображена вежа з бароковим барабанчиком і банею. А вже на кресленні 1784—1798 років на Онуфріївській вежі відсутнє завершення, показано похилий дах покритий металевими листами та земляні вали.

## У 19-20 ст
Під час ремонту в 1828 році покрівля вежі була перекладена залізними листами. Приміщення церкви стало використовуватися для зберігання провіанту, тому вона отримала другу назву — Палатна. У довідці складеній генерал-майором Арнольді в 1831 році, сказано саме про таке використання.
На початку XX ст. до вежі були прибудовані двоповерхові будинки: до південного фасаду прибудовано контрфорс, до північного — будинок набірної. Внаслідок цього вона втратила як функції вежі, так і вигляд архітектурного витвору митців-фортифікаторів XVII ст. У 1906 році вежу капітально відремонтували з облицюванням цеглою, у 1907 році вікна заґратовано. Вежа зазнала руйнувань у 1918 році під час обстрілу Києва військами Муравйова. Також зазнала пошкоджень у 1942—1943 роках. У другій половині 1940-х років використовувалася як овочева база.
У 1952 році проведено обміри вежі і за проєктом архітектора І. Шмульсона було замінене втрачене дерев'яне перекриття залізобетонним. Стіни були укріплені залізобетонними конструкціями, влаштовано систему вентиляції, водяного опалення та енергопостачання. Церкву на вежі було відбудовано, але дах та звершення відновлено в довоєнному вигляді, що вже не відповідало первісному. Вежа було пристосована під лабораторію спецсплавів Інституту металознавства АН УРСР, також використовувалася для інших потреб інституту. Таке пристосування та подальше використання не сприяло збереженню пам'ятки.
У 1975—1978 роках вежу орендувала, як склад поліграфічної продукції, організація «Союздрук», а в 1978—1980 роках — Міністерство культури УРСР під склад будівельних матеріалів.
Через незадовільний стан вежі Інститутом «Укрпроектреставрація» в 1980—1985 роках були проведені науково-дослідні роботи та розроблено проєкт реставрації пам'ятки. Планом було передбачено пристосуванням приміщень під музейні експозиції. Під час ремонтно-реставраційних робіт, що розпочалися в 1985 році, була відремонтована покрівля без заміни дерев'яних конструкцій даху. Були встановлені нові двері та вікна, прокладена прихована електропроводка, внутрішні стіни покриті штукатуркою, створена підлога на першому поверсі. Через припинення фінансування робіт, подальші роботи не проводилися і в 1989 році об'єкт законсервовано.
Нові роботи по вивченню Онуфріївської вежі розпочалися в 2002 році. Були проведені інженерно-геологічні дослідження, які виявили наявність тріщин і просідання південної частини вежі через зволоження ґрунтів основи. У серпні 2003 року розпочалося проведення чергових ремонтно-реставраційних робіт. Було підсилено фундамент, влаштовані перекриття, ін'єктовані тріщини, замінені конструкції покрівлі даху. Це дозволило стабілізувати технічний стан споруди.
Під час шурфування, що проводилося для вивчення стійкості фундаментів, праворуч від входу на глибині близько 3,5 м було виявлено отвір. Через нього спостерігалася частина цегляної підземної склепінчастої споруди. Доступні обміри показали, що вона має ширину 1,6 м, висоту — 0,4 м і йде в південно-західному напрямку на відстань приблизно 2,5 м. Інші роботи по її вивченню не проводилися. Найімовірніше підземна галерея використовувалася для складування боєприпасів.
Через незадовільний стан вежі інститутом «Укрпроектреставрація» у 1980—1985 роках було проведено науково-дослідні роботи та розроблено проєкт реставрації пам'ятника. План передбачав влаштування приміщень під музейні експозиції. Під час ремонтно-відновлювальних робіт, що розпочалися у 1985 році, було відремонтовано покрівлю без заміни дерев'яних конструкцій даху. Через припинення фінансування реставрація не проводилася, й у 1989 року об'єкт було законсервовано.
Потім роботи проводились у 2002 році. Через брак коштів та відсутність фінансування роботи призупинили у січні 2005 року, до 2021 року пам'ятник перебував у законсервованому стані.
2021 року вежа потрапила до переліку пам'яток проєкту «Велика реставрація». Головним архітектором проєкту реставрації Онуфріївської вежі став Артем Прощенко.